# Quartinia tricolorata
Quartinia tricolorata är en stekelart som beskrevs av Giordani Soika 1954. Quartinia tricolorata ingår i släktet Quartinia och familjen Masaridae. Inga underarter finns listade i Catalogue of Life.